# Didaktik Kompakt
Didaktik Kompakt (Kompakt) је кућни рачунар фирме Didaktik који је почео да се производи у Чехословачкој током 1992. године.
Користио је Z80A микропроцесорску јединицу а RAM меморија рачунара је имала капацитет од 48 или 128 KB (до 320 KB). 
Као оперативни систем кориштен је MDOS, CP/M.

## Детаљни подаци
Детаљнији подаци о рачунару Kompakt су дати у табели испод.
|                       | |
| [ 1 ]                 | |
| Произвођач            | |
| Тип                   | кућни рачунар                                                                                                 |
| Меморија              | 48 или 128 (до 320 KB)                                                                                        |
| Поријекло             | Чехословачка                                                                                                  |
| Година                | 1992 |
| Тастатура             | QWERTY механичка тастатура са одвојеним тастерима смјера и мултифункционалним тастерима                       |
| Процесор              | |
| Фреквенција процесора | |
| RAM                   | 48 или 128 (до 320 KB)                                                                                        |
| ROM                   | 32 (Sinclair BASIC + MDOS)                                                                                    |
| Текст                 | 32 x 22 или, 64 x 32 са посебним софтвером                                                                    |
| Графика               | 256 x 192 тачака                                                                                              |
| Боја                  | 8 (свака у два освјетљења). Совјетски ULA, 96 боја могуће (као руски Pentagon или Scorpion клонови Спектрума) |
| Звук                  | мали звучник, 1 глас, 5 октава или AY 3 канала, 8 октава + 1 канал шума                                       |
| Димензије             | 46 (ширина) x 59,5 (дубина) x 46 (висина)                                                                     |
| Портови               | |
| Оперативни систем     | |